# Патомимия
Патомимия (др.-греч. πάθος — страдание, болезнь + μίμησις — подражание, изображение) — самоповреждение кожи, обусловленное психическим расстройством. Повреждения кожи могут наноситься больным как с умыслом, так и без.
Клинические картины патомимий очень разнообразны: от обычных ожогов до глубоких язвенно-некротических поражений, имитирующих тяжёлые патологические процессы. Распознать патомимию можно по необычности форм и очертаний дерматозов; локализации только на тех участках кожи, которые доступны больному (конечности, лицо, грудь, плечевой пояс); несоответствию клинических проявлений и течения дерматоза. Подтверждается диагноз полным заживлением кожных покровов в условиях, исключающих возможность повторных самоповреждений.
Патомимии чаще всего встречаются при расстройствах личности (психопатиях) и истерии. Согласно А. Б. Смулевичу, в рамках психопатологической квалификации расстройств, которые объединены понятием «патомимия», рассматриваются психопатические состояния и множество коморбидных психических расстройств, включая расстройства личности (шизоидное, истерическое, параноидное), диссоциативные расстройства, посттравматическое стрессовое расстройство, органические заболевания ЦНС, депрессия, психические и поведенческие расстройства вследствие зависимости от психоактивных веществ. Патомимия встречается также при шизофрении, при этом в данном случае в клинической картине могут присутствовать уродующие самоповреждения и другие формы тяжёлого аутоагрессивного поведения.
Больные должны наблюдаться и лечиться одновременно у дерматолога и психиатра при ведущем участии последнего.